# Лопеві (вулкан)
Лопеві —  стратовулкан у Вануату, що розташований на однойменному острові (шириною 7 км), який і утворив. Лопеві відомий серед місцевих жителів як Ваней-Воллохулу і є одним із найактивніших вулканів Вануату. Стратовулкан, невеликий кратер якого, містить туфовий конус, має розлом у північно-західній частині. Висота над рівнем моря | 1413 м. Базальтово-андезитовий вулкан був активним в історичний період як на вершині, так і на бокових жерлах, переважно вздовж розлому, що тягнеться з північного заходу на південний захід, який перерізає острів. Вздовж розлому відбувалися помірні вибухові виверження та виливи потоків лави, які досягали узбережжя.
Перше задокументоване виверження відбулося в 1863. До кінця 1950-х років острів заселений, але через часті виверження вулкана всі жителі переселилися на сусідні острови Паама і Епі. Останнє виверження, з північно-західного флангового жерла, спричинило пірокластичний потік, який прокотився до моря, та потік лави, який утворив новий півострів на західному узбережжі.